# Уолтер де Баркли из Редкасла
Уолтер де Баркли (англ. Walter de Berkeley; умер после 1190) — шотландский аристократ, барон Редкасла и Эрром, камергер Шотландии в 1165—1189 годах. Он принимал участие во вторжении Вильгельма I Льва в Нортумберленд, вместе с королём попал в плен в битве при Алнике. После освобождения шотландского короля в декабре 1174 был одним из заложником, оставленных для соблюдения условий Фалезского договора.

## Происхождение
Уолтер, судя по всему, происходил из шотландского рода Баркли. По одной версии, своё родовое прозвание Баркли получили от английского замка Беркли, построенного после нормандского завоевания, по другой — от названия поселения Беркли в Сомерсете.
Род, судя по всему, имеет нормандское происхождение. По семейной легенде его родоначальником считается Джон де Баркли, сын Роджера де Баркли, прибывший, в Шотландию из Глостершира около 1069 года вместе с англосаксонской принцессой Маргаритой, ставшей женой короля Малькольма III. Есть и другая версия, по которой Джон де Баркли прибыл в Шотландию в 1124 году вместе с Матильдой Хантингдонской, женой Давида I. Семейная легенда сообщает, что либо сам Джон, либо его старший сын Уолтер женился на наследнице Гартли, став родоначальником Баркли из Гартли. Другой сын, Александр (умер в 1136), получил землю Тоуи. Считается, что он построил замок Тоуи Баркли и стал родоначальником Баркли из Тоуи.
Точное родство Уолтера с Джоном Баркли не установлено; с точки зрения хронологии, он (если принять традиционную версию) не может быть одним лицом с его сыном Уолтером Баркли из Гартли. Исходя из дат его жизни, Уолтер из Редкасла мог быть внуком Уолтера из Гартли. Хотя прямых доказательств его родства с Баркли из Гартли не существует, однако установлено, что его герб совпадает с гербами ветвей Бакрли из Матерса и Баркли из Бречина.

## Биография
Впервые в источниках Уолтер появляется в 1165 году, когда король Шотландии Вильгельм I Лев назначил его камергером Шотландии. Баркли стал первым мирянином, занявшим эту должность, сменив Николаса, ставшего канцлером. Позже, в XIII—XIV веках, эта должность стала одной из самых значимых в королевстве. Камергер собирал королевские доходы, после чего распределял их. Также он осуществлял королевскую юрисдикцию над городами и покрывал государственные и военные расходы.
В 1174 году Уолтер сопровождал Вильгельма I Льва во вторжении в Нортумберленд. Хронист Джордан Фантосм сообщает, что когда шотландская армия подошла к Карлайлу, который был хорошо укреплён, шотландский король послал Баркли и ещё двоих приближённых к констеблю, Роберту де Во, предлагая сдать замок. Посланники стали угрожать, что «ни один человек ему не поможет, и король Англии никогда не будет его защитником», однако Роберт отказался, причём ответ был изложен в таком дипломатическом, хотя несколько презрительном ключе, что Вильгельм снял осаду. В июле 1174 года шотландская армия была разбита около Алника, причём сам король попал в плен. Среди пленённых шотландцев оказался и Уолтер. Ранульф де Гленвиль, один из командующих английской армией, сообщал, что выкуп за камергера позже составил 28 марок. Судя по всему, Уолтер вместе с шотландским королём был доставлен сначала в Нортгемптон, затем его перевезли в Нормандию. Только 11 декабря Вильгельм I Лев согласился заключить с английским королём Генрихом II Плантагенетом Фалезский договор. Через 3 дня он отплыл в Англию, оставив в качестве заложника брата Давида Хантингдонского и 22 шотландских дворян, в числе которых был и Уолтер. Они должны были оставаться до тех пор, пока шотландский король не выполнит условия договора. По его условиям и после освобождения дворяне должны были оставить в качестве заложника своего наследника.
Уолтер засвидетельствовал многочисленные хартии Вильгельма I Льва.
Уолтер умер после 1090 года. Поскольку его сын Джон был бездетен, владения были унаследованы мужем старшей дочери, Инграмом де Баллиолом.

## Брак и дети
Жена: Ева, дочь Утреда, лорда Галлоуэя, сестра Кристины, жены сначала Уильяма Брюса, 3-го лорда Аннандейла, а затем Патрика I, графа Данбара. Дети:
- Джон Баркли[6], барон Редкасла и Эрра.
- Агнес де Баркли; муж: Инграм де Баллиол (умер в 1239/1244), барон Редкасла и Эрра в Шотландии, Далтона[англ.] в Англии, сеньор Тур-ан-Вимё[англ.] в Пикардии[5].
- Маргарите де Баркли; муж: сэр Александр Сеттон[5].

После смерти мужа Ева вышла замуж вторично — за Роберта де Куинси.